# Babowai
Babowai (nombre también transcrito como Babaeus o Mar Babwahi; ?-484) fue un patriarca de la Iglesia de Oriente en el Imperio persa, durante el reinado del rey sasánida Peroz I. Babowai fue considerado como de tendencias probizantinas, por lo cual entró en conflicto en numerosas ocasiones con otros integrantes antibizantinos de la Iglesia de Oriente. Babowai fundó un seminario y escuela de filosofía en la ciudad de Seleucia de la cual fue su sucesor y primer preste Acacio. Mar Aba emprendió una sustancial remodelación, estableciendo junto a la escuela una biblioteca. Cuando el patriarcado fue transferido a Bagdad en el siglo IX, la escuela también se mudó a la nueva sede.
Babowai era conocido como filósofo erudito; era un converso desde el zoroastrismo  al cristianismo difisita por lo que los zoroástricos lo anatematizaron como apóstata y fue por lo mismo sometido a considerables persecuciones. Fue encarcelado durante siete años, probablemente entre el 470 y el 480 y repetidamente torturado por los magos (sacerdotes de Zoroastro) mientras eran quemadas iglesias y apresados otros cristianos. Babowai también estaba en conflicto con su rival el metropolita de Nisibis más radicalmente nestoriano llamado Barsauma, lo cual hizo frecuente que Babowai entrara muchas veces en conflicto con los shahs y por esto con sus colegas y subordinados.
A raíz del conflicto con Barsauma debido a la cuestión de si los miembros del clero debían o no ser célibes (la segunda postura al parecer era defendida por Babowai, aunque no la de un celibato para todos los clérigos cristianos sino, como en otras iglesias orientales, optativo, mientras que por reacción Barsaumas logró eliminar absolutamente el celibato). Sin embargo las disidencias entre Babowai y Barsaumas parecen haber tenido causas más primigenias: Babowai parece haber sido más ecuménico y por esto menos subordinado a los monarcas del Imperio persa sasánida. Cuando Babowai escribió una carta a algunos obispos romanos y bizantinos solicitándoles su influencia ante el emperador romano bizantino Zenón a fin de obtener su intercesión e influencia respecto al shah o rey persa Peroz para evitar las persecuciones, su rival Barsauma de algún modo consiguió interceptar el mensaje, Barsauma presentó este mensaje como un signo de «traición» al shah Peroz, el cual hizo reunir un sínodo en Bet Lapat en el año 484 en el cual ya prejuzgadamente se condenó a Babowai, dado que previamente el emperador persa enfurecido lo condenó a muerte. Babowai fue ejecutado.
Para conseguir la ejecución de Babowai, su rival Barsauma había logrado interceptar su mensaje, a pesar de que había sido escondido dentro de un bastón hueco. Dentro de la carta, Babowai había utilizado un lenguaje imprudente, como "Dios nos ha entregado a un reino maldito." (en rigor, tal frase pudiera ser una paráfrasis de la frase de Cristo en los Evangelios: Mi reino no es de este mundo, o El demonio es el príncipe de este mundo) pero Barsaûma se aprovechó de esto, y mostró la carta al rey o emperador (shah) Peroz, quien se enfureció. Peroz enfrentó a Babowai, quien admitió la carta, y Peroz lo condenó a muerte. Por ello, y sus previas prisiones y sufrimientos de torturas, Babowai es considerado por muchos cristianos nestorianos como mártir.